# Georg Wagner (violist)
Carl Selmar Georg (Georg) Wagner (Leipzig 6 mei 1867 - Dresden, circa 17 september 1936) was een Duits violist, die een groot deel van zijn leven in Nederland werkte.
Zijn opleiding kreeg hij vanaf 1882 aan het Conservatorium in Leipzig. In die hoedanigheid mocht hij ook plaatsnemen in het Gewandhausorchester, maar werd geen vaste waarde van dat orkest.
Hij was sinds 1892 44 jaar verbonden aan de Arnhemsche Orkest Vereeniging, waarvan ook een flink aantal jaren als concertmeester. Rond diezelfde tijd begon hij met het geven van vioollessen in Nijmegen. In 1917 speelde hij tijdens zijn 25-jarig jubileum het Vioolconcert van Ludwig van Beethoven. In 1919 naturaliseerde hij tot Nederlander. Tijdens een concert onder leiding van Jaap Spaanderman in oktober 1932 werd stilgestaan bij zijn veertigjarig jubileum; er hing een krans aan zijn lessenaar. In 1934 werd hij, mede als gevolg van ziekte, als concertmeester opgevolgd door Anton Bergmann, eveneens van Duitse komaf, die alweer een jaar later vertrok. Het orkest hield in verband met de opkomst van Nazi-Duitsland een pro-Nederlandse koers aan. Wagner zou per 1 oktober 1936 eervol ontslag krijgen bij het Arnhemse orkest. Hij was echter vanwege ziekte al in april van 1936 naar Dresden vertrokken. Hij overleed een aantal dagen voor zijn “pensioen”. Het Arnhemse Orkest herdacht hem bij het openingsconcert voor seizoen van 4 oktober 1936. Hij speelde gedurende langere tijd op een Guidagniniviool uit 1752.
Hij werd geboren binnen het gezin van koopman Carl Gustav Bruno Wagner en Josephine Maria Louise Thöl. Alhoewel dezelfde achternaam dragend als Richard Wagner was het gezin geen directe familie van Richard Wagner. Wagner huwde op 1 mei 1894 Johanna Louise Petronella Henriëtte Fellinger, eveneens uit een  koopmansgezin. Zoon Reinhard Willem Georg Bruno Richard Wagner (1897-1981) was een vooraanstaand bankier (Javasche Bank) in Batavia en Medan.
Enkele Concerten:
- 18 november 1895: Deventer: solist een deel 1 van het Vioolconcert van Ludwig van Beethoven
- november 1906: Nijmegen: Solist in het vioolconcert van Theodoor Verhey onder leiding van de componist met de Arnhemsche Orkest Vereeniging
- april 1907: Oosterbeek: Concertgebouw; Concert met Johanna van der Linden